# Sangão
Sangão est une ville brésilienne du sud de l'État de Santa Catarina.

## Géographie
Sangão se situe par une latitude de 28° 38′ 16″ sud et par une longitude de 49° 07′ 45″ ouest, à une altitude de 50 mètres.
Sa population était de 10 402 habitants au recensement de 2010. La municipalité s'étend sur 83 km2.
Elle fait partie de la microrégion de Tubarão, dans la mésorégion Sud de Santa Catarina.

## Villes voisines
Sangão est voisine des municipalités (municípios) suivantes :
- Jaguaruna
- Içara
- Morro da Fumaça
- Treze de Maio